# Палац культури «Залізничник» (Ізюм)
Палац культури «Залізничник» чи Палац молоді та підлітків «Залізничник» — пам'ятка архітектури, палац культури у місті Ізюм, Ізюмського району, Харківської області (охоронний № 7524-Ха). Зведення будівлі було завершене у 1926 році. У 2022 році був значно пошкоджений через російське вторгнення в Україну у ході боїв за Ізюм. В ніч на 20 травня 2024 року палац був частково зруйнований російською ракетою «Іскандер».

## Історія

### Будівництво
У 1907 році у місті Ізюм проходило будівництво залізничної колії Харків-Юзівка та вокзалу. Завдяки цьому збільшилася кількість робітників, зайнятих у цій сфері, сім'ї яких оселилися у місті. Це призвело до потреби в організації культурного центру відпочинку. Було організовано конкурс на визначення найкращого архітектурного проєкту Будинку культури. Переможець отримав підтримку уряду та на будівництво було виділено гроші.
Будівництво розпочали у 1923 році. У 1926 році відбулося відкриття Будинку культури «Залізничник». Як подарунок залізничникам привезли інструменти для духового оркестру. У День відкриття відбувся святковий концерт.

### Кінець XX століття
У 1999 році палац культури було передано до комунальної власності, а пізніше віднесено до управління культури. Задля збереження профільної мережі назву було змінено на Палац молоді та підлітків «Залізничник».

### Початок XXI століття
У 2014 році було профінансовано капітальний ремонт 15 об'єктів культури Харківської області, серед яких, зокрема, був і Палац молоді та підлітків «Залізничник».
Станом на 2019 рік на базі Палацу молоді та підлітків «Залізничник» функціонували колективи хореографічного, естрадного та сучасного танців, студія стилю і краси та театр-студія.

### Російське вторгнення в Україну
Під час російського вторгнення в Україну будівля отримала значні пошкодження, які були зафіксовані ЮНЕСКО. Російські військові облаштували у будівлі казарму. У підвалі росіяни облаштували катівню, а на верхніх поверхах було обладнано вогневі позиції.
О 1 годині ночі 20 травня 2024 року палац культури був частково зруйнований російською ракетою «Іскандер». В результаті удару зруйновано третину приміщень, постраждали конструкції. Ізюмська окружна прокуратура розпочала досудове розслідування за фактом порушення законів та звичаїв війни.

## Управління
Директорами Палацу молоді та підлітків «Залізничник» у різні роки були:
- Лідо Олександр Ігнатович (до початку Другої світової війни)[2];
- Курило Олексій Павлович (після закінчення Другої світової війни)[2];
- Гузовська Ніла Макарівна (1960—1970 рр.)[2];
- Морока Надія Андріївна (1994—2016)[2];
- Гришко Людмила Євгенівна (з 2016)[2][11].

### Палац молоді та підлітків у 2017

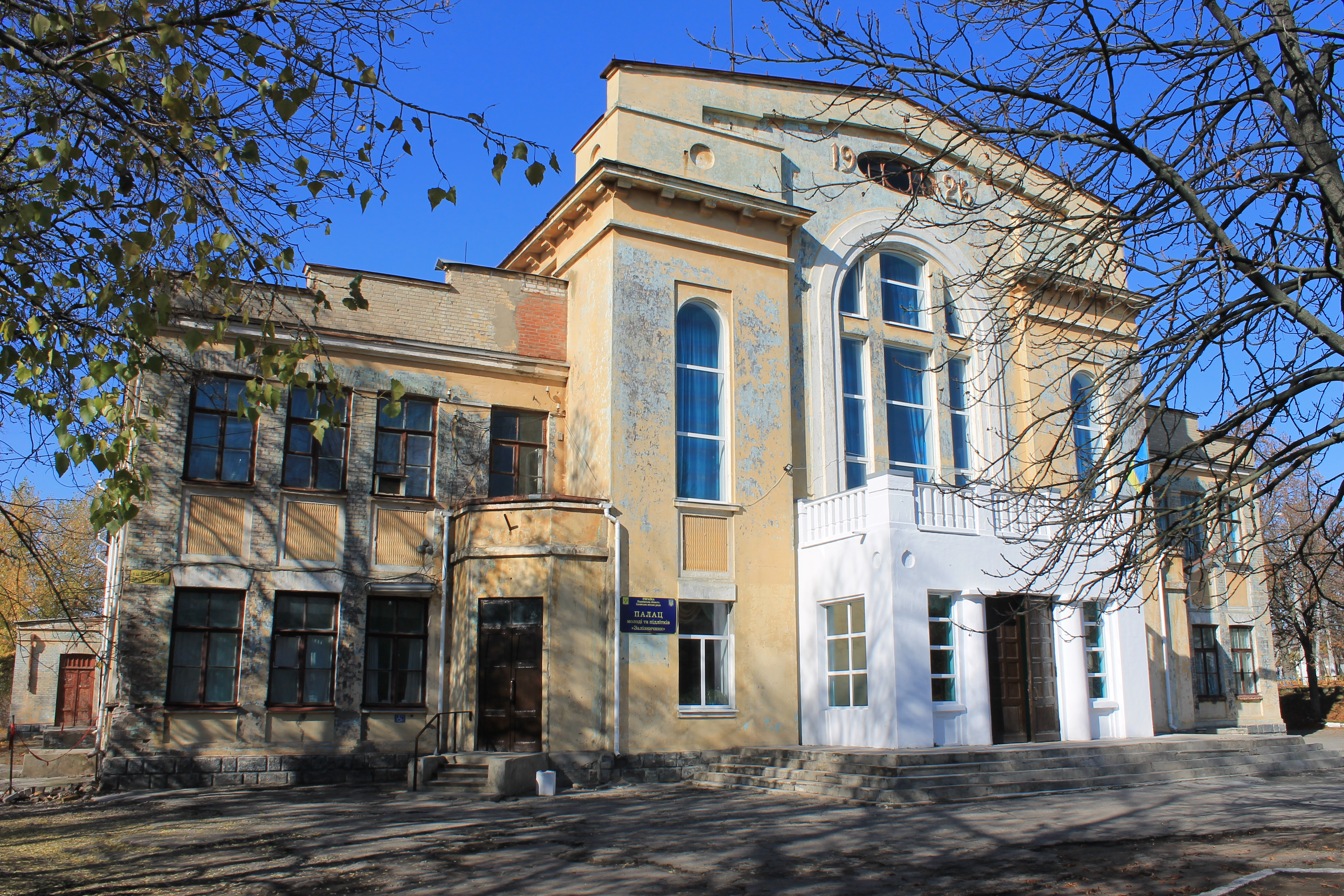
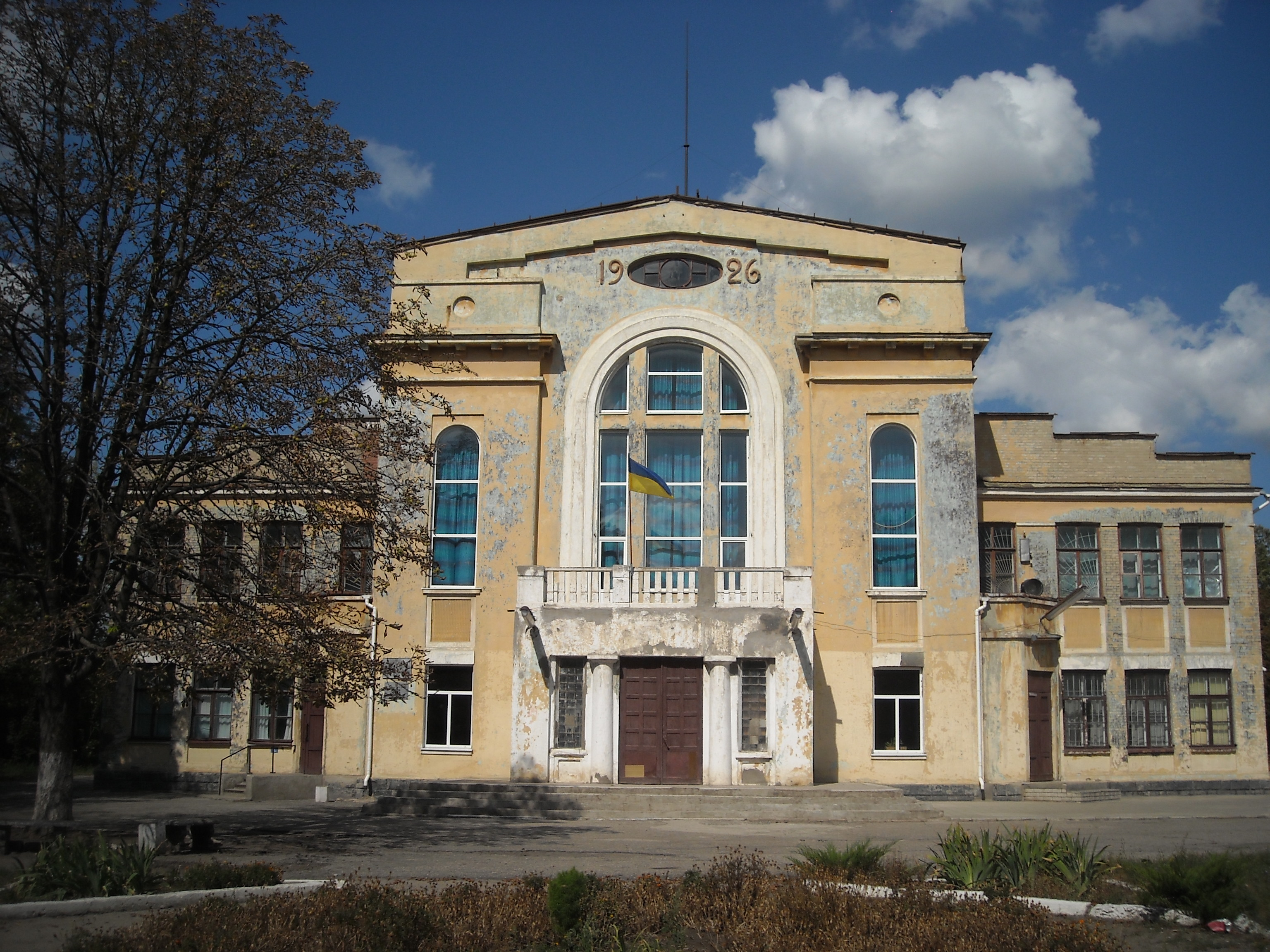
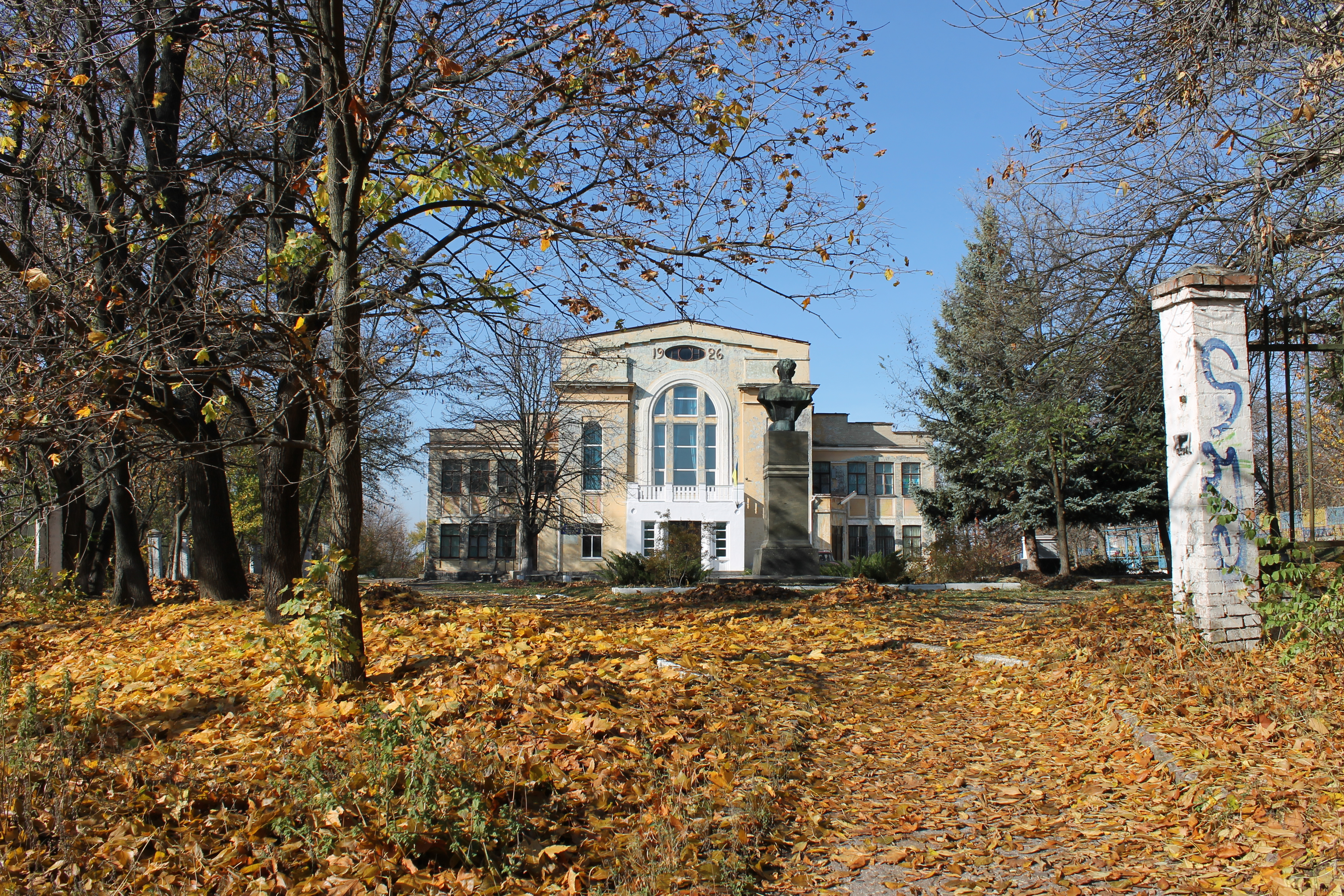

## Галерея

### Палац молоді та підлітків після боїв за Ізюм у 2022
Фото зроблені під час візиту міністра культури та інформаційної політики України Олександра Ткаченко 20 вересня 2022 року.

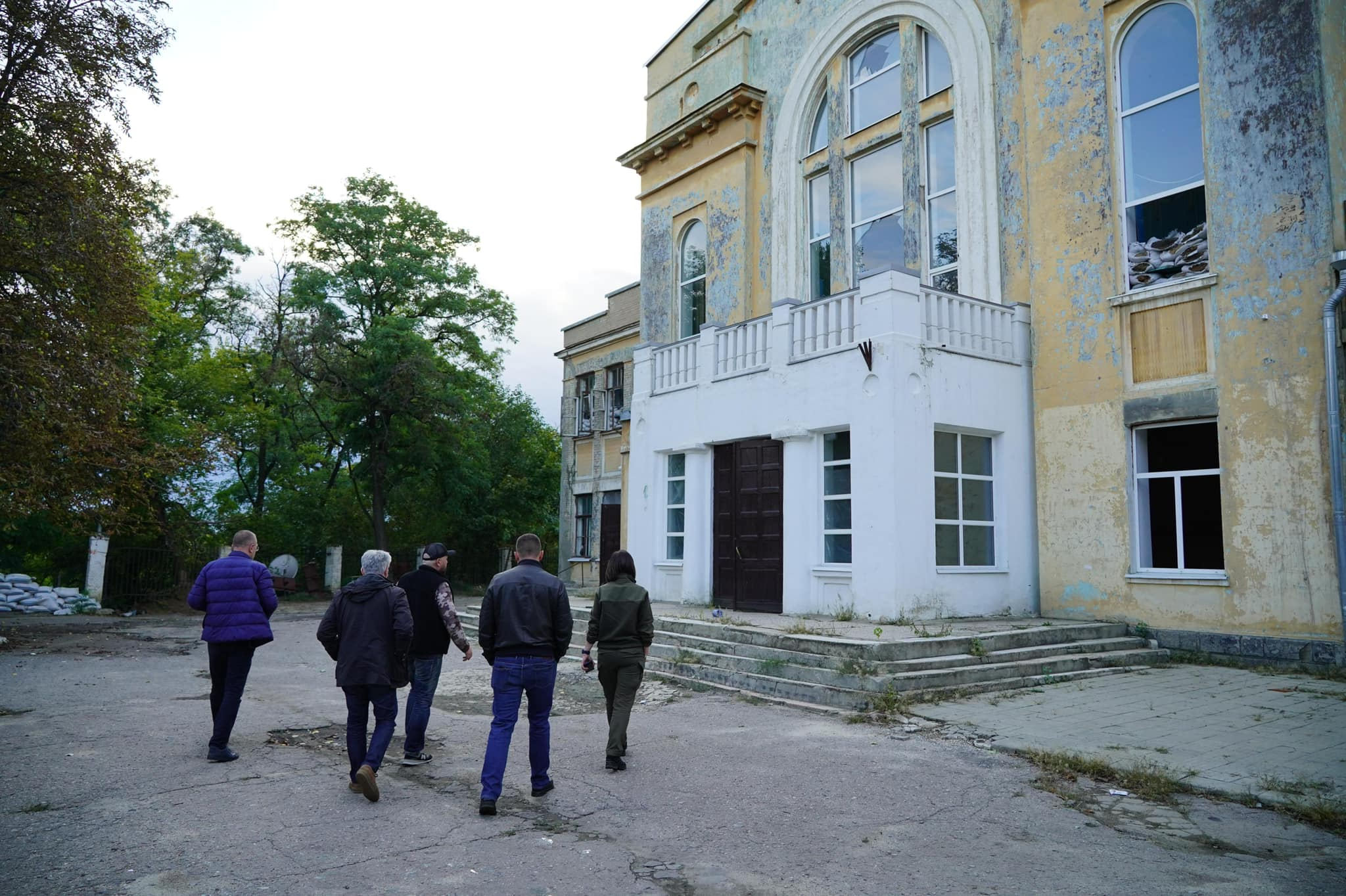
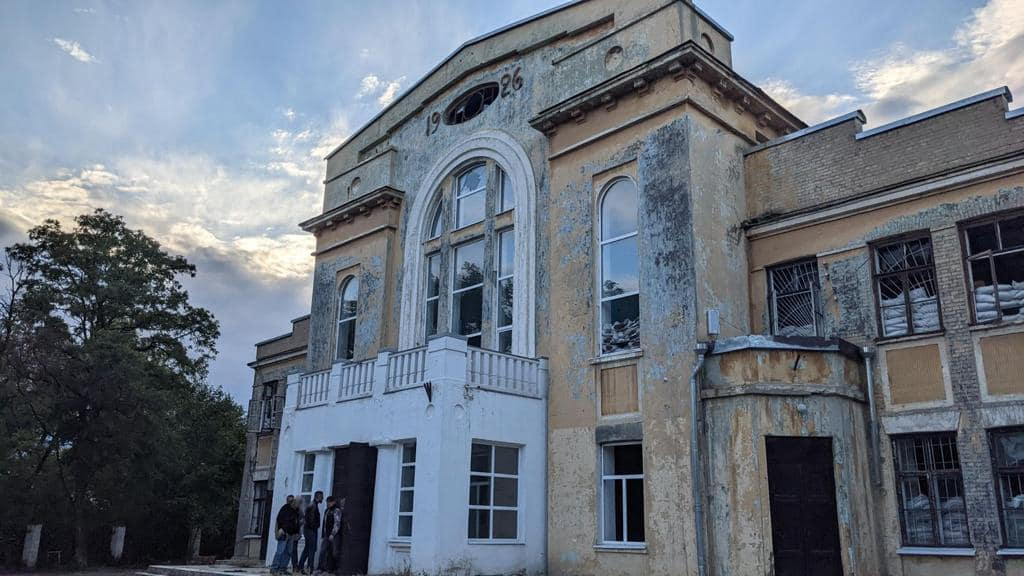
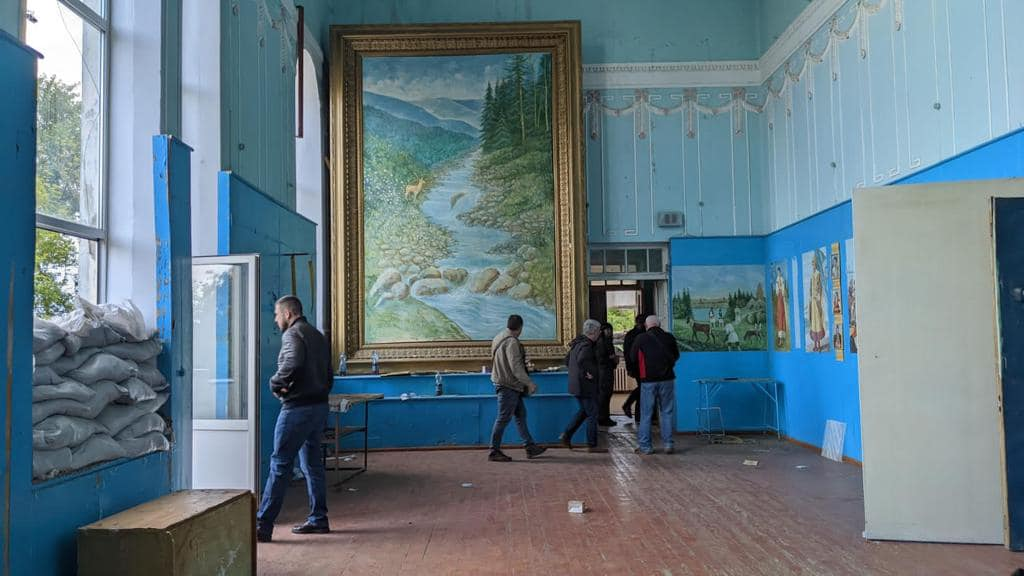
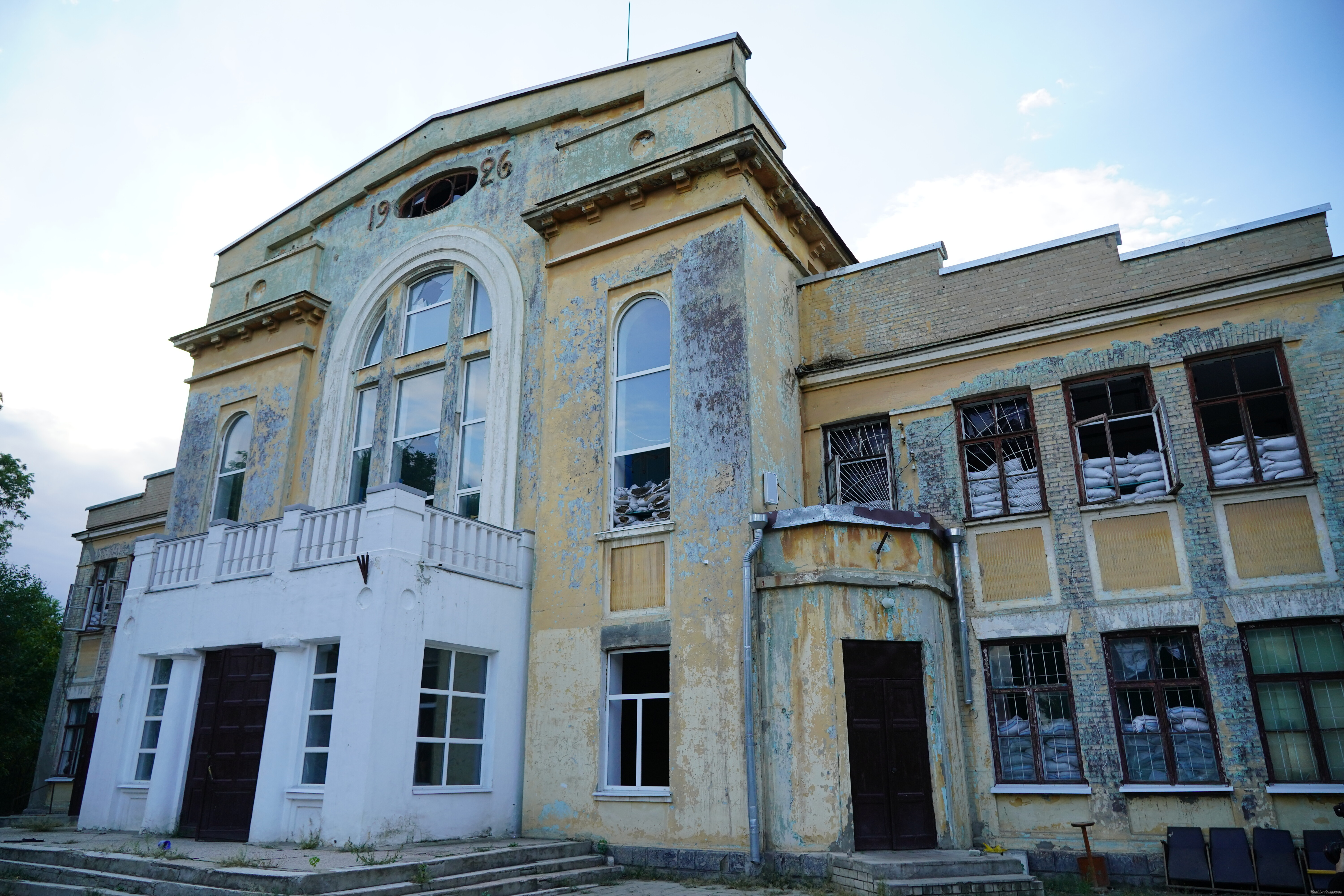